# Lino Farrugia Sacco
Lino Farrugia Sacco (* 22. August 1949; † 31. Oktober 2021) war ein maltesischer Sportfunktionär und Jurist.
Lino Farrugia Sacco wurde 1997 Richter und arbeitete zuvor als Anwalt. Er arbeitete für die maltesische Landesbehörde. Von 1999 bis 2013 war er Präsident des Malta Olympic Committee sowie der Malta Tennis Federation. Außerdem war er Schatzmeister der European Tennis Association und Vorsitzender der Bewertungskommission für die Mittelmeerspiele 2021.